# Spanish Fly (película)
Spanish Fly es una película española dirigida por Daphna Kastner.

## Argumento
Zoe (Daphna Kastner) es una periodista estadounidense que decide viajar a Madrid para recopilar datos de su última obra, El mito del machismo.
- Datos: Q6132987